# الطفل النائم (فلم)
الطفل النائم (بالإنجليزية: The Sleeping Child) هو فيلم مغربي-بلجيكي من إخراج ياسمين قساري سنة 2004.

## روابط خارجية
- الموقع الرسمي
- مقالات تستعمل روابط فنية بلا صلة مع ويكي بيانات